# Cesare Zavattini

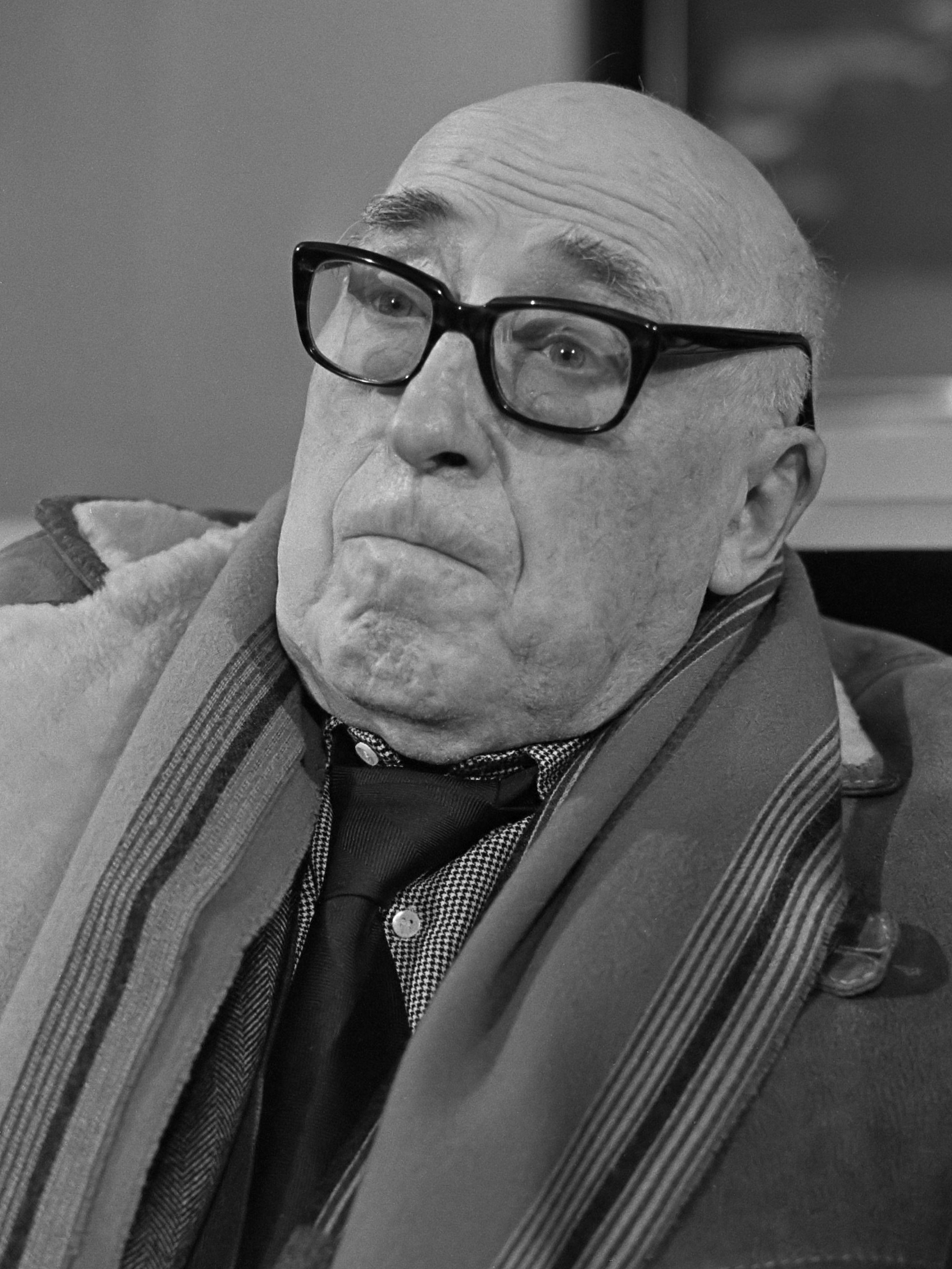
Cesare Zavattini (1980)

Cesare Zavattini (Luzzara, 20 september 1902 – Rome, 13 oktober 1989) was een Italiaans scenarioschrijver en theoreticus van het neorealisme.
Zavattini studeerde rechten aan de universiteit van Parma. In 1930 trok hij naar Milaan, waar hij voor tijdschriftenuitgever Angelo Rizzoli ging werken. Toen Rizzoli in 1934 begon met de productie van films mocht Zavattini al gauw scenario's schrijven. In 1939 ontmoette hij Vittorio De Sica met wie hij een 20-tal films draaide. Verder werkte Zavattini tijdens zijn loopbaan ook samen met Michelangelo Antonioni, René Clément, Federico Fellini, Pietro Germi, Mario Monicelli, Elio Petri, Dino Risin Roberto Rossellini en Luchino Visconti.

## Filmografie (selectie)
- 1946: Sciuscià
- 1948: Ladri di biciclette
- 1951: Miracolo a Milano
- 1951: Bellissima
- 1952: Umberto D.
- 1954: L'oro di Napoli
- 1960: La ciociara
- 1961: Il giudizio universale
- 1962: Boccaccio '70
- 1963: Ieri, oggi, domani
- 1970: I girasoli
- 1973: Una breve vacanza